# Peter Conrad
Peter Conrad (* 19. März 1850 in Auw; † 3. Mai 1914 in Aarau) war ein Schweizer Politiker der Katholisch-Konservativen Partei. Er war Regierungsrat des Kantons Aargau.

## Biografie
Peter Conrad wurde in eine 15-köpfige religiös geprägte Bauernfamilie geboren. Er wurde nur mit einem Arm geboren, zeigte bald eine grosse geistige Begabung, indem er die Primar- und Bezirksschule in der halben Zeit absolvierte. Wie fünf seiner Brüder wollte auch er Theologie studieren, doch war ihm dies wegen seines Gebrechens verschlossen. Nach dem Besuch der Klosterschule in Einsiedeln und dem Abschluss der Matura studierte er Recht an den Universitäten Heidelberg, Paris und München.
Im Anschluss an das Staatsexamen als Fürsprecher und Notar eröffnete Conrad 1878 eine eigene Anwaltskanzlei in Auw. 1879 wurde er Gemeindeammann der Gemeinde, ein Amt das schon sein Vater ausübte. Von 1880 bis 1885 gehörte er zudem dem Grossen Rat des Kantons Aargau an. 1882 bezog er Wohnsitz im Bezirkshauptort Muri und wurde Präsident des Bezirksgericht. 1884 wurde er in den aargauischen Verfassungsrat gewählt und fand für seine Mitarbeit allgemeine Anerkennung. Als erster katholisch-konservativer Vertreter wurde er 1885 in den Regierungsrat gewählt, ein Amt, das er fast 30 Jahre bis zu seinem Tod ausüben sollte.